# Scott E. Anderson
Scott E. Anderson (Cortland, 1 de abril de 1964) é um especialista em efeitos visuais estadunidense. Venceu o Oscar de melhores efeitos visuais na edição de 1996 por Babe, ao lado de John Cox, Charles Gibson e Neal Scanlan.